# Il corsaro dell'isola verde
Il corsaro dell'isola verde (The Crimson Pirate) è un film del 1952 diretto da Robert Siodmak.

## Trama
Nei Caraibi, capitan Vallo e i suoi pirati conquistano un galeone con a bordo l'inviato del re di Spagna, il barone Gruda. Costui deve consegnare al governatore dell'isola di Cobra, un carico di armi che gli serviranno per combattere una ribellione contro la corona.Fatto prigioniero, Gruda convince Vallo a catturare El Libre, il capo dei ribelli: se glielo porterà, lo pagherà a peso d'oro. Vallo accetta, liberando Gruda, e poi facendo rotta verso Cobra. Qui, dopo essersi fatto notare per una rissa con le guardie, entra in contatto con i ribelli e conosce Consuelo, figlia di El Libre, che lo convince a venderle il carico di armi per sostenere la rivolta.
Mentre la ragazza si attiva per trovare il denaro per pagarlo, Vallo e il suo luogotenente Ojo si recano alla fortezza di San Pero, travestiti con gli abiti di Gruda, spacciandosi come inviati del re di Spagna così da poter liberare El Libre, tenuto prigioniero dalle truppe reali. Riescono a liberarlo insieme al professor Prudence, uno scienziato, mettendosi in salvo proprio al momento di essere scoperti. Consuelo è grata a Vallo, ma poi viene a sapere che egli intende vendere suo padre al barone, ma infine riesce a convincerlo della nobiltà della causa dei ribelli ed a desistere dal progetto e dalla conseguente distruzione della ribellione. Valloo prende la decisione di liberarli, ma Bellows, uno dei suoi marinai, che si vede scappare la ricompensa, pensa bene di avvisare il barone Gruda del voltafaccia del pirata. Traditi e circondati dalle guardie, El Libre viene ucciso e Consuelo catturata.
I pirati si ammutinano a Vallo, prendendo prigionieri il capitano, Ojo e il professore. Il barone, per festeggiare, regala alla ciurma un barile di rhum. Ma si tratta di un nuovo inganno: il rhum è drogato e tutti i pirati si addormentano venendo catturati facilmente dagli spagnoli. Sbarcato sull'isola intanto, Il barone costringe Consuelo ad acconsentire alle nozze con il governatore di Cobra onde chiudere definitivamente i conti con i ribelli. In caso contrario, lui farà sparare sulla folla radunatasi nella piazza centrale. Tra le lacrime ed il dolore provocato dalla morte del padre, Consuelo acconsente e viene fissata la data delle nozze.
Vallo, Ojo e il professore, che sono riusciti intanto a scappare, pensano a un piano per salvare la ragazza senza sacrificare la popolazione. Utilizzando le conoscenze scientifiche del professore, Vallo, a bordo di una mongolfiera, bombarda con la nitroglicerina gli spagnoli, inducendo alla fuga Gruda che si rifugia sulla sua nave, portandosi dietro come ostaggio Consuelo. Bellows, il capo degli ammutinati, si sacrifica per riscattarsi dando ai pirati ora liberati la possibilità di abbordare facilmente la nave del barone. Consuelo viene salvata mentre Gruda viene ucciso dopo un arduo duello.

## Produzione
Produttori Harold Hecht e Burt Lancaster, con produttore associato Norman Deming: nessuno dei tre venne accreditato nei titoli. Il film fu girato nella baia di Napoli, a Ischia (si riconosce il Castello Aragonese) e nei Teddington Studios a Teddington nel Middlesex. Girato in Technicolor, il budget stimato fu di 1.850.000 dollari.
Prima di ingaggiare Burt Lancaster la produzione contattò Errol Flynn per il ruolo del protagonista

## Distribuzione
Il film uscì nelle sale statunitensi il 27 settembre 1952.

## Manifesti e locandine
La realizzazione dei manifesti per il film fu affidata al pittore cartellonista Luigi Martinati.